# Удович, Сашо
Са́шо У́дович (словен. Sašo Udovič; 12 декабря 1968, Любляна, СФРЮ) — югославский и словенский футболист, нападающий.

## Клубная карьера
Удович начал играть в футбол в местных юношеских командах «Любляна» и «Свобода». В 1989 году он начал карьеру профессионального футболиста в «Хайдуке», однако закрепиться в составе знаменитого клуба ему не удалось. Не заладилась его карьера и в «Олимпии», в середине сезона 1991/92 Удович перешёл в клуб «Слован». Выступая за «Слован», стал лучшим бомбардиром чемпионата Словении 1992/93.
После успеха в «Словане» Удович был приглашён в бельгийский «Беверен», в котором с переменным успехом отыграл три года. Затем выступал за «Лозанну», в составе которой дважды становился обладателем Кубка Швейцарии, и австрийский ЛАСК. После ЧЕ-2000 игра Удовича несколько поблекла и в 2001 году он завершил свою карьеру.

## Карьера в сборной
Первый матч в составе национальной сборной Словении провёл 7 апреля 1993 года, это был товарищеский матч против сборной Эстонии, в нём же Удович забил свой первый мяч.
В 1998—1999 годах словенская сборная успешно прошла квалификацию к чемпионату Европы 2000 года в Бельгии и Нидерландах, заняв в отборочной группе второе место и обыграв сборную Украины в стыковых матчах. Удович принял участие во всех матчах отборочного цикла, а в финальном турнире сыграл в двух из трёх, не забив при этом ни одного мяча.
Последний матч за сборную провёл в рамках отборочного цикла ЧМ-2002 в Любляне 11 октября 2000 года против Швейцарии.

## Достижения
- Лучший бомбардир чемпионата Словении: 1992/93
- Обладатель Кубка Швейцарии (2): 1998, 1999